# راي ليف
راي ليف (بالإنجليزية: Ray Lev)‏ هي عازفة بيانو أمريكية، ولدت في 8 مايو 1912، وتوفيت في 20 مايو 1968.

## وصلات خارجية
- راي ليف على موقع ميوزك برينز (الإنجليزية)
- راي ليف على موقع ديسكوغز (الإنجليزية)